# Minotaurasaurus
Minotaurasaurus war ein Vogelbeckendinosaurier (Ornithischia) aus der Gruppe der Ankylosauria, der in der Oberkreide Zentralasiens lebte. Diese Gattung ist von einem nahezu vollständigen Schädel bekannt, auf dessen Grundlage die einzige Art Minotaurasaurus ramachandrani 2009 erstbeschrieben wurde.

## Entdeckungsgeschichte
Der als Holotypus der Art und Gattung dienende Schädel wurde von dem Neurologen V. S. Ramachandran von einem Händler gekauft und der Wissenschaft zur Verfügung gestellt. Der Fundort ist unbekannt, aber das dem Schädel umgebende Gestein zeigt, dass er aus der Wüste Gobi stammt. Der lateinische Gattungsname Minotaurasaurus bedeutet so viel wie „Stiermensch-Reptil“ und spielt auf das stierähnliche Erscheinungsbild des Schädels an, das an den Minotauros der griechischen Mythologie erinnert. Das Artepitheth ramachandrani ehrt V. S. Ramachandran. Die Gattung wurde 2009 von C. A. Miles und C. J. Miles erstbeschrieben.
Seine Länge betrug bis zu vier Meter.

## Merkmale
Der Schädel zeichnet sich durch große, elliptische Nasenöffnungen aus, die von gut entwickelten Osteodermen umgeben sind. Von oben betrachtet ist der Schädel länger als breit (ohne die Squamosal-Hörner) und erscheint aufgrund der vergrößerten Nasenöffnungen annähernd trapezförmig. Die Squamosal-Hörner bilden den breitesten Punkt des Schädels. Sie sind graziler und zugespitzter als bei jedem anderen Ankylosauriden. Das Schädeldach wird von breiten, pyramidenförmigen Höckern gebildet. Wie computertomografische Aufnahmen zeigen, handelt es sich dabei um umgebildete Knochensubstanz, nicht um Osteodermata. Insgesamt zeigt der Schädel typische Merkmale spätkreidezeitlicher Ankylosaurier, wobei der Hirnschädel primitiver war als bei anderen Arten.